# Tipula schwarzmaieri
Tipula schwarzmaieri är en tvåvingeart som beskrevs av Alexander 1940. Tipula schwarzmaieri ingår i släktet Tipula och familjen storharkrankar. Inga underarter finns listade i Catalogue of Life.